# Estadio Toa Payoh

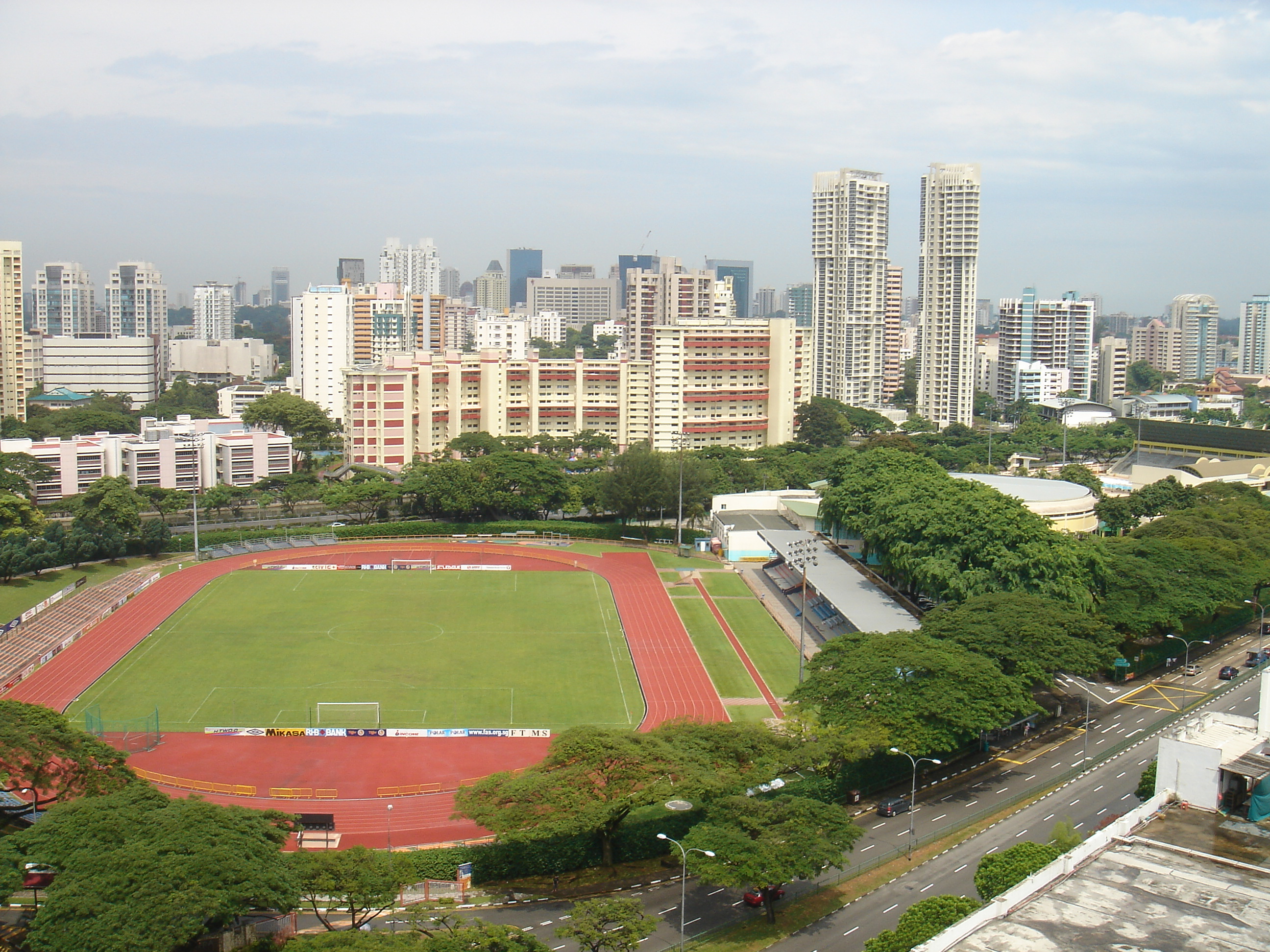
Estadio Toa Payoh

El Estadio Toa Payoh es un estadio de usos múltiples en Toa Payoh, Singapur .

## Historia
El estadio, que abrió al público el 1 de marzo de 1974, consta de un campo de fútbol, una pista de atletismo con 8 líneas de 400 metros, una piscina, varias canchas de tenis, etc.
El Estadio Toa Payoh acogió la celebración del Desfile del Día Nacional de Singapur de 1977.
También se encuentra un gimnasio en el complejo deportivo, que fue la sede principal de los eventos de levantamiento de pesas y voleibol de los Juegos Olímpicos de la Juventud de 2010 .
El Estadio Toa Payoh también sirve para las Fuerzas Armadas de Singapur como lugar de reclutamiento y preparación de combate para realizar pruebas físicas.